# Actinochaeta nigriventris
Actinochaeta nigriventris là một loài ruồi trong họ Tachinidae.